# Дросте цу Фишеринг, Клеменс Август
Клеменс Август барон фон Дросте цу Вишеринг (1773—1845) — кёльнский архиепископ, энергичный защитник интересов католической церкви.

## Биография
Будучи генеральным викарием мюнстерского епископства, Дросте протестовал против постановления прусского правительства о смешанных браках и допускал в своём диоцезе венчание лишь при условии воспитания детей в католической религии. После учреждения богословского факультета в Бонне, где преподавал Гермес, Дросте запретил богословам своего диоцеза посещать другие факультеты, кроме мюнстерского, на что прусское правительство ответило закрытием последнего и принудило Дросте отказаться от звания викария.
В 1835 г. избранный кёльнским архиепископом Дросте продолжал всеми мерами подавлять гермесианство, а в вопросе о смешанных браках, вопреки данному им обещанию, снова поставил условием католическое воспитание детей. Правительство вынуждено было сместить его с должности и отправить в крепость Минден (1837 г.). По соглашению Фридриха Вильгельма IV с папой Дросте назначил в 1840 г. своим коадъютором епископа Гайселя и передал ему управление архиепископством.

## Труды
- «Ueber die Religionsfreiheit d. Katholiken» (1817);
- «Ueber förmliche Wahrheit u. kirchliche Freiheit» (1818);
- «Ueber d. Frieden unter der Kirche u. den Staaten» (1843).